# منطقه ۱۴ شهرداری اصفهان
منطقه ۱۴ شهرداری اصفهان یکی از مناطق شهری شهرداری اصفهان است.  این منطقه در سال ۱۳۸۷ از تقسیم منطقه ۷ شهرداری در شمال شرقی اصفهان ایجاد شد. مساحت آن ۱۹۰۰ هکتار و مساحت اداری آن ۹۴۰ هکتار است. امتیاز رتبه‌بندی وضعیت اجتماعی و اقتصادی ۳/۴۴ است که پایین‌ترین امتیاز شهر است. حرم زینب، دختر موسی کاظم در این منطقه واقع شده است. 

## حمل و نقل
دو خط  متروی اصفهان که قرار است در آینده ساخته شود، از این منطقه عبور می‌کند.

## جغرافیا
این منطقه در کنار منطقه ۱۰ و منطقه ۱۵ قرار دارد که محله‌های فقیرتری هستند.  

## محله‌ها
محله‌های این منطقه عبارتند از:
- دارک
- امام خمینی (با بزرگراه امام خمینی اشتباه گرفته نشود)
- منتظرالمهدی
- زینبیه
- عمان سامانی
- سودان
- باتون
- الهیه
- جلوان
- دوتفلان
- شاه پسند
- حصه شمالي